# Tau Mountain
Tau Mountain är ett berg i Amerikanska Samoa (USA).   Det ligger i distriktet Västra distriktet, i den västra delen av landet, 5 km sydväst om huvudstaden Pago Pago. Toppen på Tau Mountain är 110 meter över havet. Tau Mountain ligger på ön Tutuila Island.
Terrängen runt Tau Mountain är kuperad norrut, men söderut är den platt. Havet är nära Tau Mountain österut.  Närmaste större samhälle är Tāfuna, 2,2 km söder om Tau Mountain. 